# Otto Bauer
Pour les articles homonymes, voir Bauer.
Otto Bauer, né le 5 septembre 1881 à Vienne en Autriche et mort le 4 juillet 1938 à Paris, est un homme politique socialiste autrichien et un théoricien de l'austromarxisme.

## Biographie
Otto Bauer naît le 5 août 1881 à Vienne. Il est le fils aîné de Philipp Bauer (1853-1913), propriétaire d'une usine textile, et de son épouse Katharina née Gerber (1862-1912). Sa sœur, Ida Bauer (1882-1945), est célèbre dans l'histoire de la psychanalyse comme étant le cas Dora publié en 1905 par Sigmund Freud. Otto Bauer est un élève particulièrement doué, rédigeant à l'âge de dix ans une pièce de théâtre (éditée après sa mort), traduisant une tragédie grecque en allemand, apprenant et parlant couramment le tchèque, l'allemand, l'anglais et le français.
C'est pendant ses années d'études secondaire qu'il découvre le marxisme par la lecture du Capital.  Il étudie ensuite le droit, l'économie et la philosophie à l'université de Vienne. En 1904, il adresse à  Kautsky, un article sur « la théorie marxiste des crises économiques » que ce dernier, fortement impressionné, fait publier dans la revue socialiste Die Neue Zeit, et qui entretient par la suite avec lui une correspondance suivie. 
Devenu collaborateur régulier de la revue, faisant autorité malgré son jeune âge, il rédige en 1907, à la demande de Victor Adler, une étude sur la question nationale, La social-démocratie et la question des nationalités.  Ensuite, de 1907 à 1914, il fut secrétaire parlementaire du groupe social-démocrate au Reichsrat de Vienne. En 1907, il cofonde, avec Karl Renner et Adolf Braun (de), le mensuel Der Kampf. En 1911, il devient rédacteur en chef du journal Arbeiter-Zeitung (en).
Quelques jours après le début de la Première Guerre mondiale, Bauer est mobilisé. Il participe aux batailles de Komarów, de Rava-Rouska et de Przemyśl. Lors de la bataille de Cracovie, il est capturé et retenu, comme prisonnier de guerre, à Troïtskossavsk, en Russie jusqu'en 1917. Pendant la révolution russe, il prend parti pour Julius Martov contre les menchéviks, mais soutient par la suite, malgré ses réticences sur le fond, le régime bolchévik russe.
En 1918, à la mort de Victor Adler, il prend sa succession à la tête du Parti ouvrier social-démocrate d'Autriche et devient Ministre des affaires étrangères de novembre 1918 à juillet 1919, grâce à une coalition avec le Parti chrétien social. Dans ces fonctions, il défend l'idée d'une unification entre l'Allemagne et l'Autriche, dont le rejet par les vainqueurs le conduit à démissionner.  Il s'oppose aussi aux tentatives des communistes autrichiens pour prendre le pouvoir. Il publie en 1919 une brochure intitulée La Marche au socialisme où tout en justifiant la stratégie de coup d’État de Lénine, il défend l'idée que la même méthode serait inadaptée à l'Autriche comme dans les autres pays industriellement développés, misant plutôt pour cela sur une révolution lente et progressive.
En 1934, après l'échec de la tentative d'insurrection armée des socialistes face à la montée du nazisme en Autriche il doit quitter le pays. Il se réfugie à Brno, en Tchécoslovaquie, puis en 1938 à Paris.
Bauer meurt le 4 juillet 1938,, à son domicile parisien, un hôtel sis au no 10 bis de la rue Turgot, dans le 9e arrondissement. Le surlendemain, 6 juillet, ses funérailles sont célébrées au cimetière du Père-Lachaise,. Léon Blum,, Friedrich Adler, Joseph Buttinger et Louis de Brouckère assistent à la cérémonie. Le Populaire lui rend hommage les 5, 6 et 7 juillet.

## Question nationale et marxisme

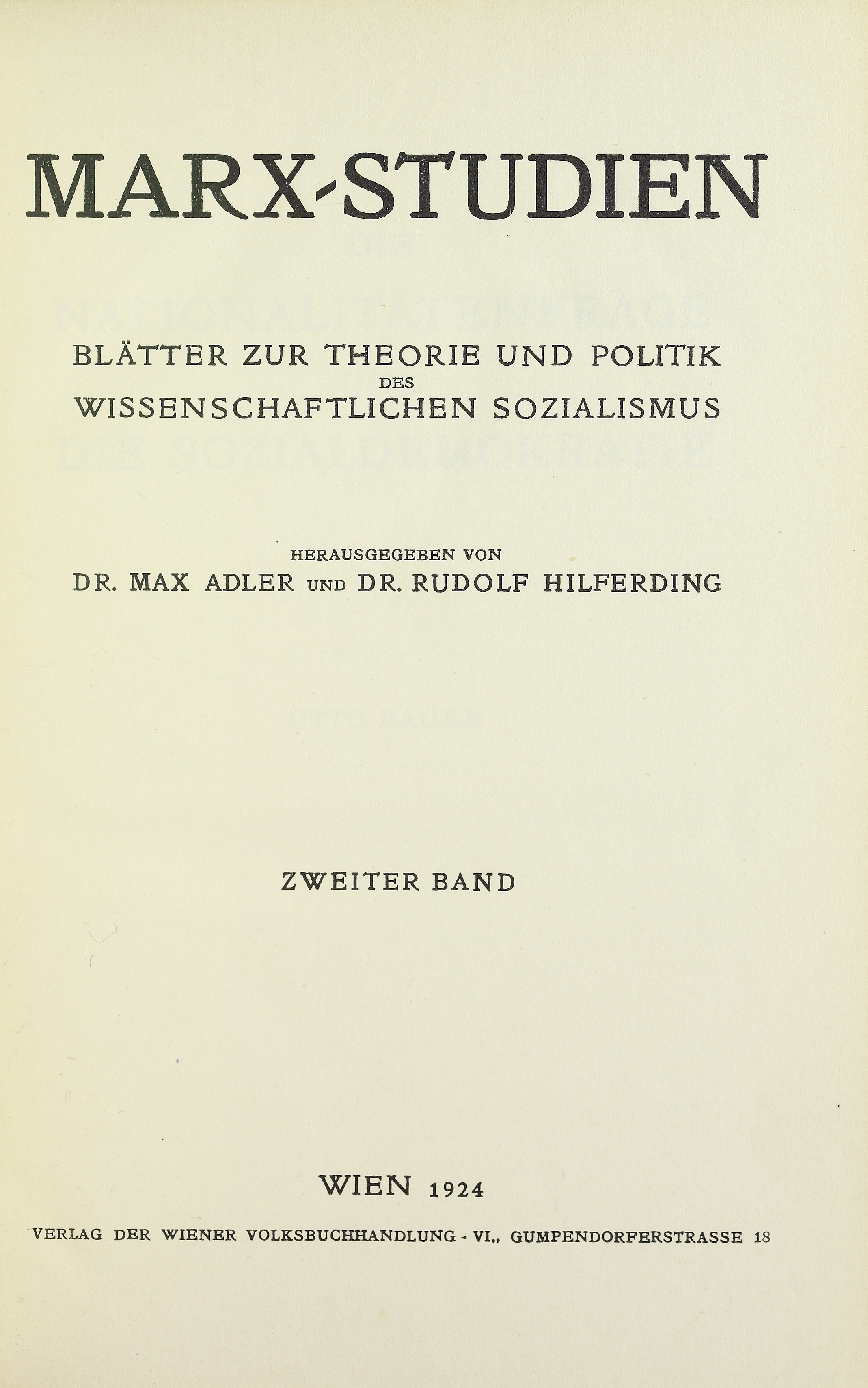
Nationalitätenfrage und die Sozialdemokratie, 1924

Ses opinions sur la Question nationale lui valurent la critique de plusieurs autres marxistes, dont Josef Strasser, ou Staline dans Le marxisme et la question nationale. Il tenait à distinguer le peuple autrichien du peuple allemand et s'opposait à l'assimilation forcée des minorités. Il écrivit une dizaine d'ouvrages dans lesquels il expose ses thèses politiques et sociales.

## Théorie de la révolution lente
Otto Bauer a aussi tracé en pointillés les linéaments d'une théorie révolutionnaire hétérodoxe : la révolution lente mélangeant réformisme et révolution dans une vision non-gradualiste. À l'opposé par exemple de Jean Jaurès et de son évolutionnisme révolutionnaire, Otto Bauer intègre discontinuités et ruptures.
Dans son ouvrage La Marche au socialisme (1919), Il pointe les limites d'une « révolution politique », engageant surtout un changement du personnel dirigeant, vis-à-vis de l'ampleur réclamée par une « révolution sociale ». Il note ainsi que « la révolution politique peut être l'œuvre d'un jour », alors que « la révolution sociale ne peut être que l'ouvrage d'un travail constructif et organisateur », d'« un travail créateur de législation et d'administration ».

## Violence défensive
Chez Otto Bauer, le recours à la violence est théorisé comme une « violence défensive ». Dans La Lutte pour le pouvoir (1924), il exprime que, dans les pays où la bourgeoisie fait régner son pouvoir par la force physique, le pouvoir politique sera pris au moyen d'une « guerre civile ». Mais ce ne devrait pas être le cas d'un pays doté d'institutions parlementaire comme l'Autriche, où le pouvoir serait plutôt conquis «par le bulletin de vote ». Par contre le prolétariat devrait être en mesure d'utiliser les armes afin de protéger « la constitution de la République au moment où la bourgeoisie se soulèvera contre cette constitution parce que l'utilisation légale des droits constitutionnels portera la classe ouvrière au pouvoir ». D'où la création par la social-démocratie autrichienne de la Republikanischer Schutzbund (la ligue de défense de la République), qui pouvait mobiliser entre 120 000 et 150 000 hommes armés. L'insurrection du Schutzbund fut d'ailleurs déclenchée face aux mesures autoritaires du chancelier Dollfuss en 1934, mais la milice ouvrière fut défaite et Bauer dut s'exiler.

## Ouvrages
- Die Nationalitätenfrage und die Sozialdemokratie, 1907
- Der Weg zum Sozialismus, 1919
- Bolschewismus oder Sozialdemokratie, 1920
- Die österreichische Revolution, 1923
- Sozialdemokratische Agrarpolitik, 1926
- Sozialdemokratie, Religion und Kirche, 1927
- Kapitalismus und Sozialismus nach dem Weltkrieg, 1931
- Zwischen zwei Weltkriegen, 1937

Traductions en français :
- La Marche au socialisme, Librairie du Parti socialiste, 1919.
- Le Socialisme, la religion et l'Église : contribution à l'explication du Programme de Linz, L'Églantine, 1928.
- L'Internationale et la guerre (avec d'autres textes de Théodore Dan, Amédée Dunois, Jean Zyromski, Frédéric Adler, et H. N. Brailsford), Nouveau Prométhée, 1935.
- Otto Bauer et la révolution, textes choisis, présentés et annotés par Yvon Bourdet, EDI, 1968[12].
- La Question des nationalités et la social-démocratie, EDI, 1987.